# Encarsia seminigriclava
Encarsia seminigriclava is een vliesvleugelig insect uit de familie Aphelinidae. De wetenschappelijke naam is voor het eerst geldig gepubliceerd in 1913 door Girault.